# Lavandula canariensis
Lavandula canariensis Mill. è una specie della famiglia delle Lamiaceae, endemica delle isole Canarie.